# トリニティ・ラバン
トリニティ・ラバン（Trinity Laban）は英国ロンドンにある、音楽とダンスの学校である。正式名称は、トリニティ・ラバン・コンセルヴァトワール・オブ・ミュージック・アンド・ダンス（Trinity Laban Conservatoire of Music and Dance）。2005年に二つの古くからある学校、トリニティ・カレッジ・オブ・ミュージックとラバン・ダンス・センターが合併して創設された。この学校には985人の学生と研究生が、グリニッジ（トリニティ）、デットフォード、そしてニュー・クロス（ラバン）の3か所のキャンパスで学んでいる。

## 音楽学部

### 歴史

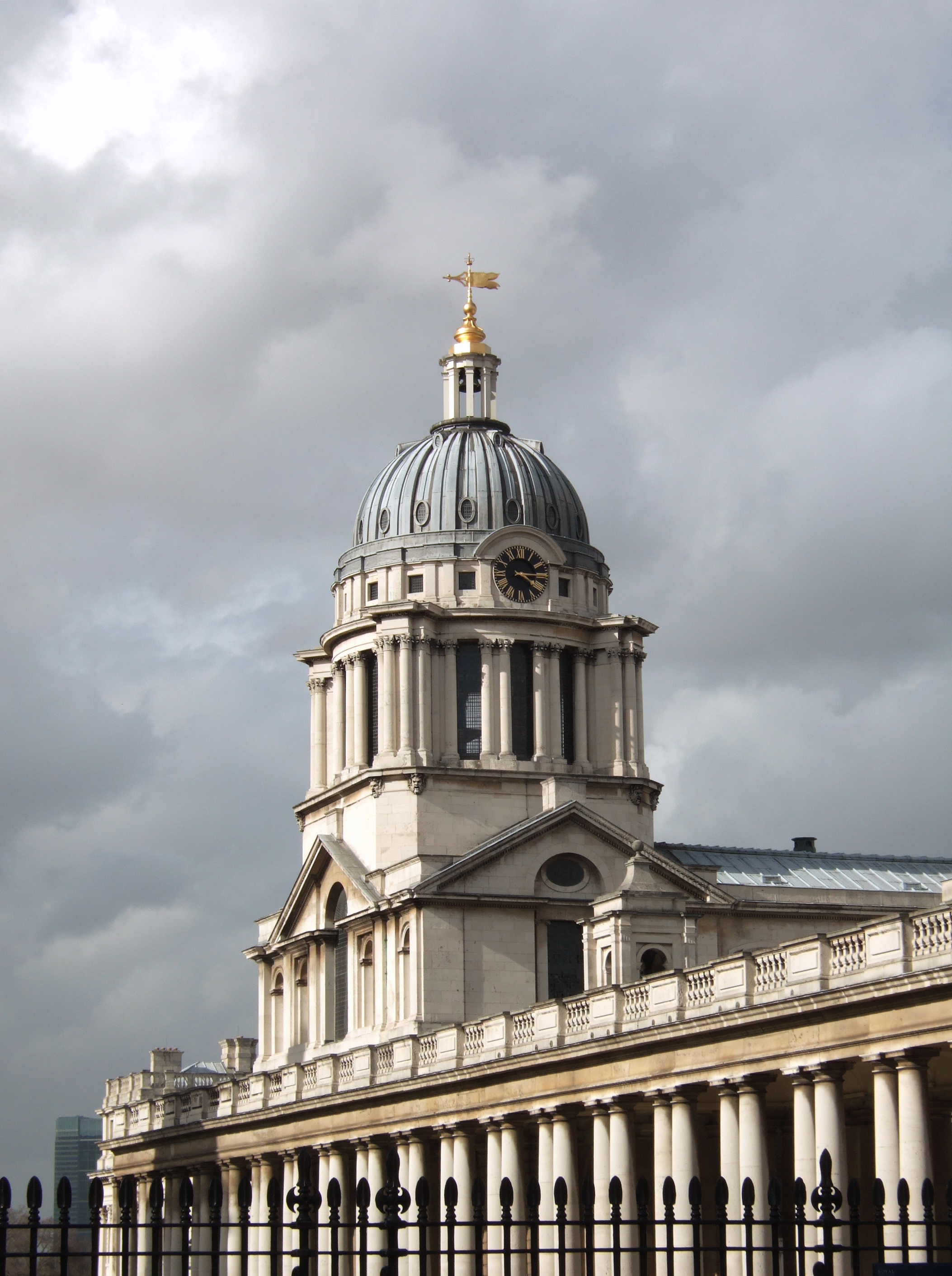
旧王立海軍大学、クウィーン・メリー・ビルディング

トリニティ・カレッジ・オブ・ミュージックはロンドン中心部に1872年、牧師ヘンリー・ジョージ・ボナヴィア・ハントが教会音楽の教育のために設立した。学校は当初教会合唱協会として始まり、合唱クラスや教会音楽指導クラスなどの活動を行った。グラッドストンはこのころの支援者の一人だった。翌1873年、学校はロンドン教会音楽学校となった。1876年にトリニティ・カレッジ・ロンドンと合併した。初期には男子しか入学できず、彼らは英国国教会のメンバーであることが求められた。
1880年、学校はロンドン中心部のウィグモア通りにあるマンデヴィル・プレイスに移転し、100年以上その地を本拠とした。

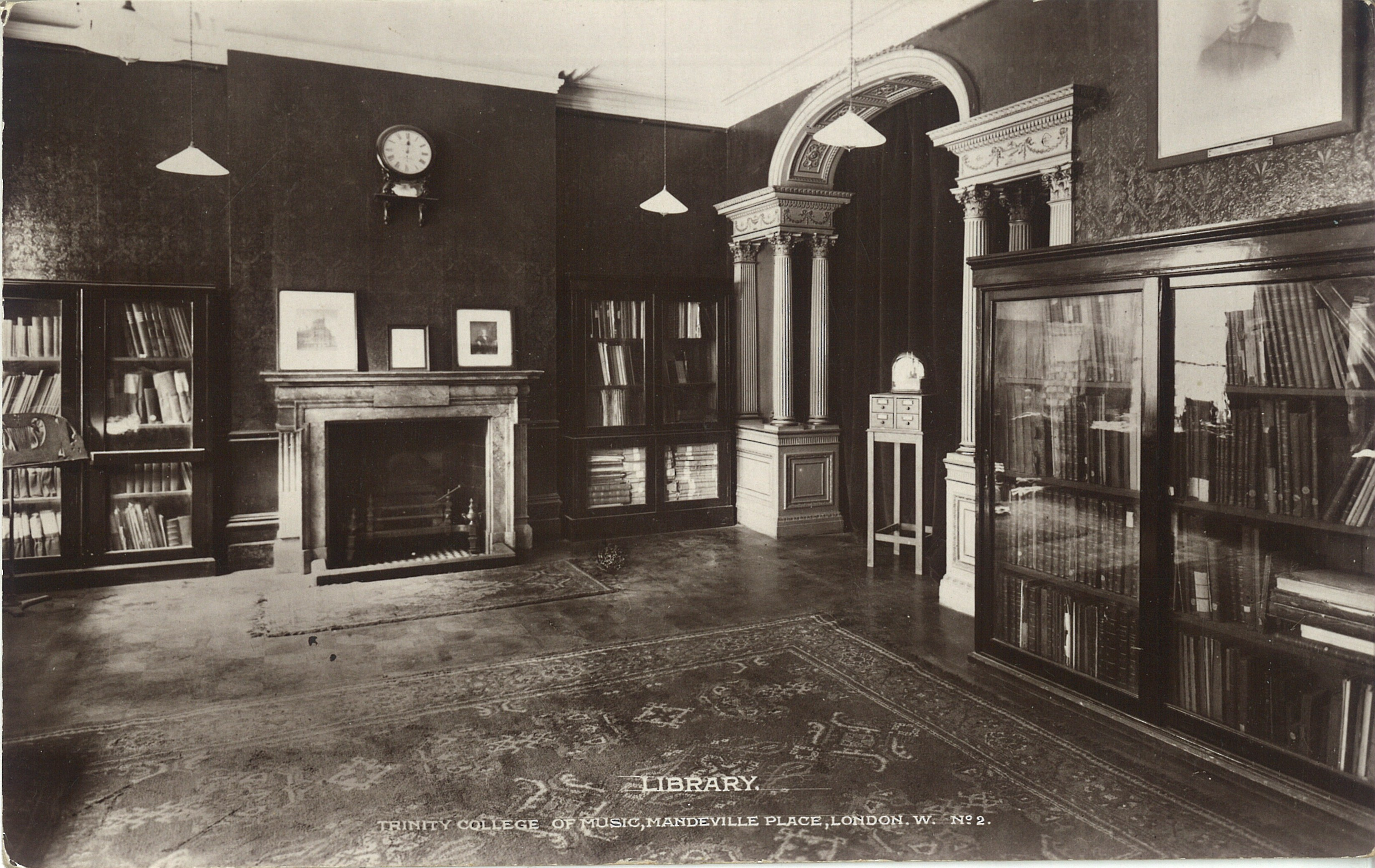
トリニティ・カレッジ・オブ・ミュージックの図書館、マンデヴィル・プレイス、1922年

その後2001年に現在の本拠地であるグリニッジに移転した。キング・チャールズ・コートの東翼はジョン・ウェッブによる建築で、プラセンティア宮殿を改築したものだった。その後クリストファー・レン設計の王立海軍病院に吸収され、王立海軍学校の一部となった。建物はトリニティ・カレッジの用途に沿うように、また1世紀にわたる海軍学校の使用による付加物を除くために、大規模な改修が行われた。新しいリサイタルルームを作るための工事で、建物の中心部にチューダー朝の石組が使われていることが判明した。

## ダンス学部

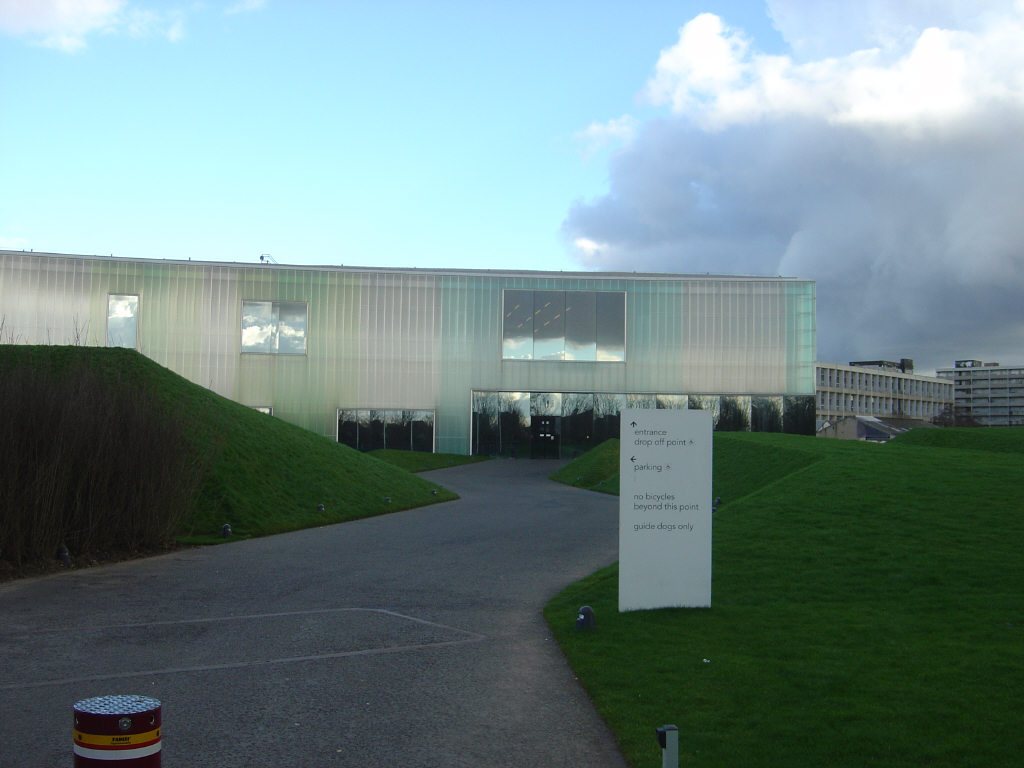
デッドフォードにあるラバン・ビルディングの正面

## 著名な卒業生
より包括的な一覧はカテゴリー:トリニティ・カレッジ・オブ・ミュージックの卒業生を参照

### 音楽
- ハワード・アーマン (指揮者)
- サー・グランヴィル・バントック (作曲家)
- サー・ジョン・バルビローリ (指揮者、コンパニオンズ・オブ・オーナー勲章受賞者)
- 藤倉大 (作曲家)
- ギャビン・グリーナウェイ (作曲家)
- ヘザー・ハーパー (ソプラノ、大英帝国勲章受章者)
- アルバート・ケテルビー (作曲家)
- フェラ・クティ (音楽家、アーキビスト)
- マントヴァーニ
- トム・ミッシュ (プロデューサー、作曲家、歌手、ギタリスト)
- マーガレット・プライス (ソプラノ、大英帝国勲章受章者)
- A・R・ラフマーン (作曲家、シンガーソングライター)
- バリー・ワーズワース (指揮者)

### ダンス
- ラーディカー・アープテー (女優)
- サー・マシュー・ボーン (振付家、大英帝国勲章受章者)

## 著名なスタッフ
現在及び過去のスタッフを含む:
- リチャード・アーネル – 元作曲科教授
- ムラトゥ・アスタトゥケ – コンガ・ドラムス
- メレディス・デイヴィス – 校長 1979年–1988年
- フィリップ・フォーク – ピアノ
- フィリップ・ジョーンズ – 元トランペット科教授 (フィリップ・ジョーンズ・ブラス・アンサンブル創設者)
- ダリル・ランズウィック – 作曲家
- ジョン・タヴナー – 作曲家 (元作曲科教授)
- デヴィッド・トーマス – 歌手 (バス)